# Marsdenia beatricis
Marsdenia beatricis är en oleanderväxtart som beskrevs av Morillo. Marsdenia beatricis ingår i släktet Marsdenia och familjen oleanderväxter. Inga underarter finns listade i Catalogue of Life.